# Giovanni Boccati
Giovanni da Camerino Boccati, född omkring 1420 och död efter 1480, var en italiensk konstnär.
Boccati var verksam i Perugia, där han förmedlade inflytandet från Fra Filippo Lippi, vilket blev betydelsefullt för utvecklingen av umbriskt 1400-talsmåleri. Han madonna med helgon och musicerande änglar finns i pinaskoteket i Perugia.